# Moczydło (Pojezierze Kaszubskie)
Moczydło (kaszb. Jezoro Mòczadło) – jezioro w Polsce położone w województwie pomorskim, w powiecie kartuskim, w gminie Sulęczyno na obszarze Pojezierza Kaszubskiego, na południe od Żakowa i na północ od Sulęczyna.
Ogólna powierzchnia: 15,1 ha